# فرودگاه موتوکولا
فرودگاه موتوکولا (به انگلیسی: Mutukula Airport) یک فرودگاه غیرنظامی و نیروی نظامی است که یک باند فرود سنگفرش دارد. این فرودگاه در کشور اوگاندا قرار دارد و در ارتفاع ۱۲۱۹ متری از سطح دریا واقع شده‌است.